# Drvodelj
Drvodelj (cyr. Дрводељ) – wieś w Serbii, w okręgu jablanickim, w gminie Lebane. W 2011 roku liczyła 37 mieszkańców.